# Norbert Rillieux
Norbert Rillieux (Nova Orleans, 17 de março de 1806 — Paris, 8 de outubro de 1894) foi um engenheiro e inventor estadunidense. Seu maior feito foi a invenção do evaporador de efeito múltiplo, um meio mais eficiente de evaporação da água, que foi um avanço importante para a crescente indústria açucareira. Norbert era primo do pintor Edgar Degas.

## Família
Norbert nasceu em uma proeminente família crioula em Nova Orleans. Era filho de Vincent Rillieux, um fazendeiro branco, engenheiro e inventor, com Constance Vivant, uma negra livre. Norbert era o mais velho de sete crianças. Seus irmãos eram Barthelemy, Edmond, Marie Eugenie, Louis, Marie Eloise, e Cecile Virginie. A tia de Norbert, por parte de pai, era a avó do pintor Edgar Degas.
Como um crioulo, Norbert teve acesso à educação e a privilégios não existentes para negros pobres e escravos. Batizado na Igreja Católica, ele recebeu educação em colégios católicos privados antes de viajar para Paris no início da década de 1820 para estudar em uma proeminente escola francesa, a École Centrale Paris. Lá ele estudou física, mecânica e engenharia, tornando-se um especialista em máquinas a vapor e publicou vários artigos sobre o uso do vapor em máquinas. Estes primeiros ensaios se tornaram a fundação da tecnologia que viria a ser implementada em seu evaporador. Aos 24 anos, Norbert se tornou o mais jovem professor da École Centrale, ensinando mecânica aplicada. Era também um competente ferreiro, maquinista e falava fluentemente o francês.

## Refino do açúcar
Na primeira parte do século XIX, o processo do refino do açúcar era lento, caro e pouco eficiente. Pegava-se a cana-de-açúcar e a prensava para extrair o caldo que era então fervido e deixado lá até a água evaporar. Os trabalhadores, em geral escravos, transferia o caldo grosso para jarros menores enquanto ele continuava engrossando. Cada vez que o líquido era derramado, parte do açúcar se perdia. Uma quantidade considerável de açúcar também se perdia pela dificuldade de monitorar e manter os níveis de calor apropriados para os jarros. Era também um processo perigos para os trabalhadores, que constantemente precisava transferir o caldo quente.
Cada vez que o líquido foi derramado, parte do açúcar foi perdido. Uma quantidade considerável de açúcar também foi queimada porque era difícil monitorar e manter níveis de calor apropriados para os potes. O processo também era perigoso para os trabalhadores, que tinham de rotineiramente transferir o líquido quente.
Na França, Norbert começou a procurar maneiras de melhorar o processo do refino. Enquanto isso, na Louisiana, seu irmão, Edmond, junto de um primo arquiteto, Norbert Soulie, começaram a trabalhar para Edmund Forstall para erguer uma nova refinaria de açúcar na cidade. Em 1833, Forstall, ouvindo falar da pesquisa de Nobert na França, ofereceu a ele um cargo como engenheiro chefe da ainda não pronta refinaria. Norbert aceitou a oferta, retornando para a Louisiana, porém a refinaria nunca foi terminada devido a desentendimentos entre os diretores, especialmente entre Edmond Rillieux, seu pai, Vincent Rillieux, e Edmund Forstall. O ressentimento entre as famílias Rillieux e Forstall permaneceu por bastante tempo.
Apesar do fracasso, Norbert manteve-se focado em melhor o processo de refino, desenvolvendo uma máquina entre 1834 e 1843, quando registrou sua patente. O evaporador de efeito múltiplo foi assim nomeado devido ao processo ser seguro para os trabalhadores e pela transferência e aplicação desigual de calor. O sistema utiliza uma câmara a vácuo ou um recipiente que reduz o ar para abaixar o ponto de evaporação dos líquidos. Dentro ele possui várias panelas empilhadas para conter o caldo da cana. Conforme a panela na parte de baixo ferve, ela libera vapor que transfere calor para as panelas acima. Como é necessária apenas uma fone de aquecimento, a baixas temperaturas, é mais fácil controlar o processo. Isso também impede que o açúcar queime ou fique descolorido. Como não havia necessidade de transferir o caldo da cana, os trabalhadores corriam menos risco de queimaduras.
Vários anos depois de patentear o sistema, Norbert o instalou com sucesso na fazenda de Theodore Packwood. Pouco depois, foi instalado em Bellechasse, parceiro de negócios de Packwood, Judah P. Benjamin, que se tornou grande amigo de Norbert.
Após o sucesso inicial, Norbert convenceu outras 13 fábricas de açúcar da Louisiana a instalar sua invenção. Em 1849, Merrick & Towne, na Philadelphia, ofereciam aos fazendeiros três sistemas diferentes de evaporadores. Eles podiam escolher máquinas que podiam produzir de 2 a até 8 toneladas de açúcar por dia. O novo método era tão eficiente que os custos da compra da máquina eram logo pagos pelos lucros obtidos com a venda do açúcar produzido com este sistema.

## Outros trabalhos
Norbert também aplicou seus conhecimentos em engenharia na epidemia de febre amarela que atingiu Nova Orleans em 1850. Ele apresentou um plano à cidade que eliminaria os criadouros dos mosquitos transmissores, abordando problemas no sistema de esgoto da cidade e secando os pântanos na área. O plano foi vetado por Edmund Forstall. Anos mais tarde, em uma nova epidemia, engenheiros brancos lidaram com o problema de maneira extremamente parecida com a de Norbert.

## Retorno à França
Norbert retornou para Paris no final da década de 1850, tendo interesse em egiptologia e hieróglifos, tendo estudado com a família de Jean-François Champollion. Passou a década seguinte trabalhando na Bibliothèque Nationale.
Em 1881, aos 75 anos, Norbert fez uma última contribuição à evaporação do açúcar, adaptando sua invenção para a beterraba. O processo patenteado por ele tinha maior autonomia de combustível do que aquelas em uso na França. Antes de sua invenção, dois engenheiros desenvolveram um método semelhante ao seu, mas a máquina não funcionou corretamente devido ao uso de vapor em locais errados na máquina. O processo de Rillieux consertou os erros no processo anterior, mas Norbert perdeu os direitos à patente.

## Morte
Norbert faleceu aos 88 anos em 8 de outubro de 1894. Ele foi enterrado no cemitério Père Lachaise, em Paris. Sua esposa, Emily Cuckow, faleceu em 1812 e foi enterrada ao seu lado.
Em sua homenagem, um memorial foi erigido no Museu da Louisiana, com os dizeres: "Em homenagem a Norbert Rillieux, nascido em Nova Orleans, Louisiana em 17 de março de 1806 e morto em Paris, França, em 8 de outubro de 1894. Inventor do evaporador de efeito múltiplo e de suas aplicações na indústria açucareira".